# 庫娜涅
庫娜涅（希臘語： Kυνανη 或Kυνα；?—前323年），是馬其頓亞歷山大大帝同父異母的姊妹，由腓力二世和伊利里亞公主奧妲塔所生。
庫娜涅的母親奧妲塔訓練她騎馬、狩獵，並且教她伊利里亞傳統的作戰方式。腓力二世後來讓她與她的堂兄弟阿敏塔斯結婚，並育有一個女兒阿狄亞（Adea），即之後的歐律狄刻。阿敏塔斯後來於前336年去世，庫娜涅便成為寡婦。亞歷山大決定要把自己姊妹庫娜涅嫁給阿格瑞安國王蘭加羅斯，以慰勞他對馬其頓的功績。然而蘭加羅斯還未與庫娜涅結婚前就得病逝世。
庫娜涅之後就沒有再婚，她致力於教導她的女兒歐律狄刻，並教她騎馬、習武等。前323年，庫娜涅的兄弟阿里達烏斯被選定為新國王，於是她決定讓自己女兒嫁給阿里達烏斯，成為王后，她隨即從馬其頓出發，經過小亞細亞，準備前往巴比倫。
當時庫娜涅的影響力可能相當大，這對亞歷山大的將軍佩爾狄卡斯和安提帕特來說不是好現象，於是佩爾狄卡斯派他的弟弟阿爾塞塔斯，趁著庫娜涅前來途中就殺了她。庫娜涅死前毫無畏懼，從容赴死，阿爾塞塔斯因此成功達成這項任務，但這個不義的行為引起軍隊不滿，佩爾狄卡斯只好讓庫娜涅女兒與新國王繼續舉行婚禮。許多年後，庫娜涅的女兒歐律狄刻，與腓力三世在繼業者戰爭期間被奧林匹亞絲所殺，卡山德擊敗奧林匹亞絲之後，把庫娜涅與歐律狄刻和腓力三世一同埋葬在王國舊都埃格的皇家墓園中。
二世紀馬其頓作家波利艾努斯寫道：「腓力的女兒庫娜涅，她以她的軍事知識而聞名，她指揮過軍隊，並且戰場上衝鋒時衝到最前頭。 （页面存档备份，存于）」

## 來源
1. ↑   阿里安, 亞歷山大遠征記, i. 5; 弗提, Bibliotheca, cod. 92; 阿特納奧斯, 智者之宴, xiii. 5; 西西里的狄奧多羅斯, Bibliotheca, xix. 52; 波利艾努斯, Stratagemata, viii. 60; 克勞狄俄斯·埃利亞努斯（Claudius Aelianus）, Varia Historia, xiii. 36

- Leon, Vicki. (1995) Uppity Women of Ancient Times. Publishers Group West. Page 182-183. ISBN 1-57324-010-9
- 威廉·史密斯，《希腊羅馬的神話和傳記辭典》,   "Cynane",  波士頓, (1867)